# Madre Soledad - Al servizio degli infermi
Madre Soledad - Al servizio degli infermi (Luz de Soledad) è un film del 2016 diretto da Pablo Moreno.

## Trama
A Madrid suor Inés, un'infermiera della congregazione delle Serve di Maria ministre degli infermi, viene incaricata dalla figlia di un anziano di prestargli assistenza domiciliare, dato che l'uomo si trova costantemente allettato per via di una grave ulcera. Benché l'uomo, avendo un carattere burbero e ostentando il proprio ateismo, rifiuti inizialmente l'aiuto della suora, questa riesce pian piano a conquistarne la simpatia, leggendogli ogni giorno un capitolo della storia della sua congregazione, fondata nel 1851 da Manuela Acosta, in religione suor Soledad.

## Distribuzione
La pellicola è uscita nei cinema spagnoli il 21 ottobre 2016.
In Italia ha debuttato in prima serata su TV2000 il 23 giugno 2018.